# The Temple in the Underworld
The Temple in the Underworld je čtvrté studiové album black metalové skupiny Root. Album vyšlo jako LP, MC a CD, na CD byly přidány ještě dvě skladby - My Deep Mystery a Freebee. V roce 1999 vyšlo album společně s albem Zjevení. Na albu jsou dva bonusy - Dogrova říše a Poselstvo temnot. V roce 2009 byl vydán album s bonusy - Poslové z temnot (verze 1993), My Name... (verze 2001) a The Old Ones (live).

## Seznam skladeb
1. Intro
2. Casilda's Song
3. The Temple in the Underworld
4. Aposiopesis
5. The Solitude
6. Voices from...
7. The Wall
8. The Old Ones
9. Message
10. My Name...

## Album bylo nahráno ve složení
- Jiří Valter aka Big Boss – zpěv
- Petr Hošek (Blachosh) – kytara
- Dan Janáček (Mr. D.A.N.) – kytara
- René (Evil) Kostelňák – bicí nástroje